# Rugbi als Jocs Olímpics
El rugbi, i concretament la variant de rugbi a 7, és un esport que forma part del programa olímpic a partir dels Jocs Olímpics d'Estiu de 2016 realitzats a Rio de Janeiro, tant en competició masculina com femenina, per decisió presa en la reunió del Comitè Olímpic Internacional d'octubre de 2009.

## Història del rugbi a 15
La variant de rugbi a 15 és un esport que formà part del programa oficial dels Jocs Olímpics en quatre edicions. Participà per primera vegada en els Jocs Olímpics d'Estiu de 1900 i feu la seva última aparició en els Jocs Olímpics d'Estiu de 1924, ambdues edicions celebrades a la ciutat de París (França).
L'any 1924, amb la sortida de Pierre de Coubertin de la presidència del Comitè Olímpic Internacional (COI), el rugbi fou deixat de considerar esport olímpic. En els Jocs Olímpics d'Estiu de 1928 disputats a Amsterdam (Països Baixos) ja no hi participà, i posteriorment tres mesos abans dels Jocs Olímpics d'Estiu de 1936 de Berlín (Alemanya) es disputà una competició de rugbi, però ni tan sols fou considerada esport de demostració.
Els dominadors d'aquest esport foren els Estats Units i França.

## Medallistes

### Rugbi a 15
| Prova          | Or                                   | Plata                                | Bronze                               |
| 1900 París     | França                               | Alemanya                             | No es concedí                        |
| 1900 París     | França                               | Regne Unit                           | No es concedí                        |
| 1904 St. Louis | No fou inclòs en el programa olímpic | No fou inclòs en el programa olímpic | No fou inclòs en el programa olímpic |
| 1908 Londres   | Australàsia                          | Regne Unit                           | No es concedí                        |
| 1912 Estocolm  | No fou inclòs en el programa olímpic | No fou inclòs en el programa olímpic | No fou inclòs en el programa olímpic |
| 1920 Anvers    | Estats Units                         | França                               | No es concedí                        |
| 1924 París     | Estats Units                         | França                               | Romania                              |

### Rugbi a 7

#### Categoria masculina
| Prova       | Or     | Plata        | Bronze     |
| 2016 Rio    | Fiji   | Regne Unit   | Sud-àfrica |
| 2020 Tòquio | Fiji   | Nova Zelanda | Argentina  |
| 2024 París  | França | Fiji         | Sud-àfrica |

#### Categoria femenina
| Prova       | Or           | Plata        | Bronze       |
| 2016 Rio    | Austràlia    | Nova Zelanda | Canadà       |
| 2020 Tòquio | Nova Zelanda | França       | Fiji         |
| 2024 París  | Nova Zelanda | Canadà       | Estats Units |

## Medaller
Actualització: Jocs Olímpics de Tòquio 2020
| Posició | País         | Or | Plata | Bronze | Total |
| 1       | França       | 2  | 3     | 0      | 5     |
| 2       | Nova Zelanda | 2  | 2     | 0      | 4     |
| 3       | Fiji         | 2  | 1     | 1      | 4     |
| 4       | Estats Units | 2  | 0     | 1      | 3     |
| 5       | Australàsia  | 1  | 0     | 0      | 1     |
| 5       | Austràlia    | 1  | 0     | 0      | 1     |
| 7       | Regne Unit   | 0  | 3     | 0      | 3     |
| 8       | Canadà       | 0  | 1     | 1      | 2     |
| 9       | Alemanya     | 0  | 1     | 0      | 1     |
| 10      | Sud-àfrica   | 0  | 0     | 2      | 2     |
| 11      | Argentina    | 0  | 0     | 1      | 1     |
| 11      | Romania      | 0  | 0     | 1      | 1     |
| Total   | Total        | 10 | 11    | 7      | 28    |

## Medallistes més guardonats

### Categoria masculina
| Nom                | CON                        | Anys      | Or | Plata | Bronze | Total |
| Jerry Tuwai        | Fiji                       | 2016-2024 | 2  | 1     | 0      | 3     |
| Dan Carroll        | Australàsia · Estats Units | 1908-1920 | 2  | 0     | 0      | 2     |
| Charlie Doe        | Estats Units               | 1920-1924 | 2  | 0     | 0      | 2     |
| Jack Patrick       | Estats Units               | 1920-1924 | 2  | 0     | 0      | 2     |
| Rudy Scholz        | Estats Units               | 1920-1924 | 2  | 0     | 0      | 2     |
| Colby Slater       | Estats Units               | 1920-1924 | 2  | 0     | 0      | 2     |
| John Thomas O'Neil | Estats Units               | 1920-1924 | 2  | 0     | 0      | 2     |

### Categoria femenina
| Nom            | CON          | Anys      | Or | Plata | Bronze | Total |
| Michaela Blyde | Nova Zelanda | 2020-2024 | 2  | 0     | 0      | 2     |
| Sarah Hirini   | Nova Zelanda | 2020-2024 | 2  | 0     | 0      | 2     |
| Portia Woodman | Nova Zelanda | 2020-2024 | 2  | 0     | 0      | 2     |